# DuckDuckGo
DuckDuckGo – amerykańska korporacja skupiona na oferowaniu produktów reklamowanych jako szanujące prywatność, z siedzibą w Paoli w stanie Pensylwania. Wyszukiwarka internetowa jest jej sztandarowym produktem. Twórcy wyszukiwarki podkreślają dbanie o ochronę prywatności użytkowników i twierdzą, że nie gromadzą żadnych danych o nich i z tego względu nie jest możliwe określenie dokładnej liczby użytkowników. Wyszukiwarka jest zbudowana w oparciu o otwarte oprogramowanie (m.in. perl, FreeBSD, PostgreSQL, nginx, Memcached) i w znacznej części wykorzystuje Binga jako źródło wyników wyszukiwania.
W związku z ujawnianiem i nagłaśnianiem wycieków danych oraz incydentów inwigilowania internautów przez konkurencję, wyszukiwarka zaczęła systematycznie zyskiwać na popularności. W 2021 była jedną spośród 200 najczęściej odwiedzanych stron internetowych na świecie (według serwisu Alexa).
W 2020 roku liczba wyszukiwań przeprowadzonych przez DuckDuckGo osiągnęła prawie 23,7 miliarda, co oznacza wzrost o 62% rok do roku. 11 stycznia 2021 firma osiągnęła nowy jednodniowy rekord osiągając ponad 100 milionów wyszukiwań. 
W sierpniu 2024 roku wyszukiwarka DuckDuckGo została zablokowana w Indonezji pod pretekstem walki z pornografią czy hazardem internetowym, które są tam nielegalne. 

## Inne usługi
Oprócz wyszukiwarki, DuckDuckGo oferuje również następujące usługi:

### Aliasy e-mail
W lipcu 2021 roku DuckDuckGo uruchomiło własny forwarder e-maili, polegający na wygenerowaniu losowego adresu znajdującego się w domenie duck.com. W porównaniu do Hide My Email od Apple'a, który wysyłał błędne informacje trackerom, forwarder stworzony przez firmę Weinberga usuwał skrypty śledzące z otrzymywanych wiadomości całkowicie, po czym przekierowywał tak zmodyfikowaną wiadomość na wskazaną skrzynkę mailową.

### Przeglądarka internetowa
W 2018 roku DuckDuckGo udostępniło przeglądarkę internetową na urządzenia mobilne z systemem iOS 11 lub nowszym oraz Android Lollipop lub nowszym. Przeglądarka wymusza korzystanie z protokołu HTTPS, blokuje skrypty śledzące, wyświetla ocenę prywatności danej strony oraz umożliwia w prosty sposób usunięcie wszystkich danych wygenerowanych w sesji. W późniejszych latach została również wydana na Windowsa oraz macOS.

### DuckDuckGo Privacy Essentials
Jest to wtyczka do przeglądarek, opublikowana w tym samym czasie, co przeglądarka. Skupia się na blokowaniu skryptów śledzących, ustawia DuckDuckGo jako domyślną wyszukiwarkę, wymusza wykorzystanie protokołu HTTPS oraz posiada wbudowaną integrację z własną funkcją przekierowywania e-maili.

### DuckDuckGo AI Chat
6 czerwca 2024 roku została udostępniona usługa umożliwiająca darmowy dostęp do dużych modeli językowych. Dostępny jest model od Mety, Mistral AI, OpenAI i Anthropic.

## Krytyka

### Names Database
Gabriel Weinberg przed założeniem DuckDuckGo posiadał również własny serwis społecznościowy, nazwany Names Database. Portal prowadził bardzo agresywną politykę odnośnie referowania kolejnych znajomych – po rejestracji konta w serwisie należało zaprosić 24 kolejnych znajomych. Istniały podejrzenia, że mogło to być wykorzystane do stworzenia listy adresów e-mail, na które można było później wysłać spam. W marcu 2006 roku Weinberg sprzedał Names Database do Classmates.com.

### Naruszanie swojej polityki prywatności
W maju 2022 roku na światło dzienne wyszedł fakt, że DuckDuckGo poprzez swoją przeglądarkę umożliwiał Microsoftowi śledzenie użytkowników poprzez zezwalanie na wykonywanie skryptów śledzących tej drugiej firmy. O tym fakcie doniósł Zach Edwards na Twitterze. Gabriel Weinberg, twórca i dyrektor generalny wyszukiwarki, wytłumaczył całe zajście umową z Microsoftem. Po presji ze strony społeczności, założyciel DuckDuckGo ogłosił w sierpniu, że skrypty śledzące Microsoftu będą blokowane.